# آبشار اوگینک
آبشار اوگینک یا گرپشت با ارتفاع ۸۰ متر، بزرگترین آبشار استان سیستان و بلوچستان از لحاظ ارتفاع محسوب می‌شود.